# كرايغ كاونسل
كرايغ كاونسل (بالإنجليزية: Craig Counsell)‏ هو لاعب كرة قاعدة أمريكي، ولد في 21 أغسطس 1970 في ساوث بند في الولايات المتحدة.

## وصلات خارجية
- كرايغ كاونسل على موقع دوري كرة القاعدة الرئيسي (الإنجليزية)
- كرايغ كاونسل على موقعبيزبول رفرنس.كوم (الدوري الرئيسي) (الإنجليزية)
- كرايغ كاونسل على موقعبيزبول رفرنس.كوم (الدوري الثانوي) (الإنجليزية)
- كرايغ كاونسل على موقع إي إس بي إن.كوم (أم.أل.بي) (الإنجليزية)
- كرايغ كاونسل على موقع مشجعي الرسوم البيانية (الإنجليزية)